# Kurt Knuth
Kurt Knuth alias Kurt Quedenfeld (* 10. August 1902 in Berlin; † 1977 in Kassel) war von 1933 bis 1945 NSDAP-Funktionär, nach dem Zweiten Weltkrieg Süßmost- und Likör-Fabrikant sowie Kreistagsabgeordneter des Bundes der Heimatvertriebenen und Entrechteten (BHE) in Niedersachsen. Er wurde wegen Unterschlagung, Konkursvergehen und Betrugs in mehreren Fällen zu mehrjähriger Haft und dem Verbot verurteilt, seinen Beruf auszuüben.
In der Zeit des Nationalsozialismus war Kurt Knuth NSDAP-Bürgermeister von Angerburg, Kreisleiter der NSDAP in Heiligenbeil, Osterode und Angerburg in Ostpreußen, Landesdirektor im deutsch besetzten Rowno im Reichskommissariat Ukraine, Beauftragter für die „Führerpakete“, Gaustabschef des Volkssturmes und „Kraft durch Freude“-Leiter für das Gaugebiet von Ostpreußen. Er galt als Vertrauter seines Vorgesetzten Erich Koch, dem Gauleiter der NSDAP in Ostpreußen, der von 1941 bis 1945 auch Chef der Zivilverwaltung im Bezirk Białystok und von 1941 bis 1944 Reichskommissar des Reichskommissariats Ukraine war. Nach der Kapitulation Deutschlands lebte Kurt Knuth bis Mitte der 1950er Jahre unter dem falschen Namen „Kurt Quedenfeld“.

## Frühe Jahre bis 1933
Über Knuths Kindheit und Jugend ist wenig bekannt.
Angeblich wurde in einem Prozess vor dem Landgericht Braunsberg in Ostpreußen festgestellt, dass Kurt Knuth als Findelkind in einem Standesamt in Berlin-Wedding registriert gewesen sei. Nach Kurt Knuths eigener Aussage hingegen wurde er als ehelicher Sohn des Waffenrevisors Friedrich Knuth und seiner Ehefrau Margarete, geborene Willuweit, in Berlin geboren. Sein Vater stamme aus dem Kreis Insterburg und seine Mutter aus dem Kreis Königsberg, er selbst habe von seinem zweiten Lebensjahr an, also ab 1904, bis 1945 in Ostpreußen gelebt.
Kurt Knuth war Textilkaufmann. Nach seiner eigenen Aussage hat er eine Ausbildung in einem Betrieb in Vlotho und einen Betriebsleiterfachkurs auf der Fachschule Obererbach absolviert. Im Jahr 1924 war Knuth Eigentümer des Textilwarenhauses Georgenburg in Königsberg.
In dem Ort Bladiau im Kreis Heiligenbeil in Ostpreußen betrieb Knuth zeitweilig ein kleines Manufaktur- und Kurzwarengeschäft. Im Jahr 1926 meldete Kurt Knuth damit Konkurs an. 1928 oder 1929 ging Knuth erneut mit einem ostpreußischen Unternehmen in Konkurs. 1931 wurde ein Vergleichsverfahren wegen Überschuldung gegen ihn eröffnet.
Insgesamt sollen Kurt Knuth und seine Familie bis zum Ende des Zweiten Weltkriegs mindestens dreimal in Konkurs gegangen sein, und zwar zweimal in Königsberg und einmal in Bladiau in Ostpreußen.

## Zeit des Nationalsozialismus
Knuth war bereits zum 1. Dezember 1931 der NSDAP beigetreten (Mitgliedsnummer 831.131). Nach der nationalsozialistischen „Machtergreifung“ im Jahr 1933 wurde er zunächst Kreisleiter der NSDAP in Heiligenbeil, Osterode. Er veranlasste dort eine Roggenspende der Landwirte des Kreises Heiligenbeil zugunsten der NSDAP. Aus Erträgen dieser Spende soll Knuth für sich selbst einen Mercedes-Pkw gekauft, seine Büroräume und seine Privatwohnung luxuriös eingerichtet haben. Er soll sich zudem beleidigend über Hermann Göring geäußert haben, worauf der Leiter der Staatspolizeistelle Königsberg, SS-Obergruppenführer und General der Polizei Erich von dem Bach-Zelewski, Knuth im Jahr 1934 auf Befehl Görings festnehmen ließ. Knuth wurde jedoch alsbald auf Druck seines Freundes Erich Koch wieder freigelassen. Offenbar war Knuth bis zum 31. Dezember 1933 in Heiligenbeil tätig.
Am 1. Februar 1935 wurde Knuth als NSDAP-Kreisleiter und Bürgermeister nach Angerburg in Ostpreußen versetzt und blieb es bis zum Kriegsende 1945.
Knuth galt als Vertrauter und Protegé von Erich Koch, dem Gauleiter der NSDAP in Ostpreußen, der von 1941 bis 1944 Reichskommissar des Reichskommissariats Ukraine war. Unter Gauleiter Erich Koch wurde Knuth NSDAP-Gauamtsleiter in Ostpreußen.
Beim deutschen Überfall auf Polen im September 1939 rückte Knuth als Zugführer (Feldwebel) zur Wehrmacht ein, bei einem ostpreußischen Infanterie-Regiment. Er wurde weit hinter der Front von der Militärpolizei aufgegriffen und wegen Feigheit vor dem Feinde vor ein Kriegsgericht gestellt. Das Gerichtsverfahren gegen Knuth wurde aber – offenbar auf Betreiben von Robert Ley, des Reichsleiters der NSDAP sowie der Deutschen Arbeitsfront (DAF) – eingestellt. Knuth, der diesen Vorfall dementiert hat, soll später Leutnant der Deutschen Wehrmacht geworden sein und das Eiserne Kreuz I und II verliehen bekommen haben. Nach seiner eigenen Aussage hat Knuth als Soldat außer am deutschen Überfall auf Polen auch am Frankreichfeldzug und am Russlandfeldzug im Jahre 1941 teilgenommen.
Knuth war KdF-Leiter für das Gaugebiet von Ostpreußen und Träger des Goldenen NSDAP-Parteiabzeichens, in Anerkennung seiner Verdienste um den Bau der Ostpreußenhalle in Königsberg im Jahr 1938, einem in rund zweieinhalb Monaten errichteten, etwa 50 mal 100 Meter großen Holzbau nach Entwürfen von Kurt Frick und Heinz Bahr für die Organisation „Kraft durch Freude“ (KdF).
Während des Zweiten Weltkrieges war Knuth Landesdirektor in Rowno (Ukraine). Er war Beauftragter für die „Führerpaket-Aktion“, wobei die Wehrmachtssoldaten im Kampf an der deutschen Ostfront ab Dezember 1942 Lebensmittelpakete erhielten, sobald sie auf Heimaturlaub die Reichsgrenze überquerten.
Gegen Knuth sollen nach dessen eigener Darstellungen während des Zweiten Weltkrieges drei Anschläge verübt worden sein; einer davon am 9. November 1943.
Gegen Ende des Zweiten Weltkriegs wurde Knuth Gaustabschef des Volkssturmes in Ostpreußen. Er soll mitverantwortlich für den sinnlosen Tod zahlreicher Volkssturm-Angehöriger gewesen sein., was er selbst jedoch bestritt.
Am 1. September 1944 erteilte Adolf Hitler dem ostpreußischen NSDAP-Gauleiter Erich Koch den Auftrag zur Errichtung der Ostpreußenschutzstellung gegen die vorrückende Sowjetarmee, mit dem eine Linie von Memel in Litauen bis nach Warschau in Polen durch Gräben, Erdwälle, Panzersperren und dergleichen befestigt werden sollte. Die Linienführung legte der Wehrkreisbefehlshaber fest; der Gauleiter organisierte den Bau, vor allem die Gestellung von Arbeitskräften, Material und Transportkapazitäten. Koch delegierte diese Aufgaben an seinen Gauamtsleiter Knuth. Die Durchführung vor Ort lag bei den NSDAP-Kreisleitern, denen für die militärischen Details wiederum ein Pionieroffizier zugeordnet war.
Knuth soll damit geprahlt haben, dass er schon ab Dezember 1944 falsche Papiere besessen habe. Seine Ehefrau soll sehr rechtzeitig vor der herannahenden Sowjetarmee nach Westen geflohen sein. Nach dem Einmarsch der sowjetischen Armee in Ostpreußen flüchtete Knuth mit Gauleiter Koch auf dem Eisbrecher „Ostpreußen“ über die Ostsee in Richtung Schleswig-Holstein (siehe auch Rattenlinie Nord). Nach eigenen Angaben ist Knuth am 25. April 1945 nach Danzig gekommen.
Am 27. April 1945 stach der Eisbrecher „Ostpreußen“ von der Halbinsel Hel in der Danziger Bucht aus in Richtung der Insel Rügen in See. An Bord war Erich Koch mit seinem Stab von etwa 25 Personen, darunter – neben Knuth – auch Paul Dargel, Ewald  Oppermann, Bruno Dzubba (Verwalter der Erich-Koch-Stiftung, die das Vermögen der „Preußischen Zeitung“ verwaltete), und SS-Gruppenführer Otto Hellwig. Am 29. April 1945 lief das Schiff Sassnitz auf der Insel Rügen an. Weil auch dort bereits Gefahr durch die Rote Armee drohte, wurde die Fahrt am 30. April 1945 nach Kopenhagen fortgesetzt. Im dortigen Hafen blieb die „Ostpreußen“ vom 1. bis zum 5. Mai 1945 liegen. Koch quartierte sich während dieser Zeit an Land ein und nahm angeblich Kontakt zum „Reichsbevollmächtigten“ in Dänemark, SS-Obergruppenführer Werner Best, auf. Er verlangte von diesem, als Inspekteur für die ostpreußischen Flüchtlinge in Dänemark ausgestattet zu werden. Offensichtlich konnte er bei Best jedoch nichts erreichen, denn als die „Ostpreußen“ nach Flensburg weiterfuhr, war Koch wieder mit an Bord.
In Flensburg ging der 1902 geborene Kurt Knuth als angeblich 1899 geborener „Kurt Quedenfeld“ von Bord. Seine braune NSDAP-Parteiuniform hatte er gegen eine feldgraue Leutnants-Uniform vertauscht. Kurt Knuth und seine Ehefrau hatten offenbar fünf Kinder, von denen nur die jüngste Tochter ebenfalls den pseudonymen Nachnamen Quedenfeld annahm, während ihre vier älteren Geschwister unter ihrem richtigen Familiennamen Knuth lebten.

## Nachkriegszeit
Aus Angst vor Verfolgung durch die Alliierten tauchte Knuth unter. Es gelang ihm jahrelang, unerkannt als Kurt Quedenfeld zu leben. Ab 1946 soll er zunächst als Handelsvertreter für Deko-Artikel aus Schmiedeeisen gearbeitet haben, dann ließ er sich als Vertreter für handgefertigte Leuchter, handkolorierte Glückwunschkarten und Schiffsmodellbau-Bögen im Landkreis Melle in Niedersachsen nieder, zunächst wohl in Insingdorf. Zwischenzeitlich in Döhren bei Melle ansässig, zog er im Jahr 1949 mit seiner Familie in das heute ebenfalls zu Melle gehörende Krukum, wo er eine Süßmosterei (Fruchtsaftfabrik) gründete. Nach der Währungsreform in den Westzonen von 1948 kam der Handel mit Spirituosen, Wein, Flaschenbier und Sprudel hinzu. 1951 beschäftigte Knuth acht, 1953 bereits 33 Arbeitskräfte. Die Umsätze seiner Getränkefirma betrugen 1946: 58.000 Reichsmark, 1949: 101.000 DM, 1951: 373.000 und 1953: 513.000 DM.
Ab 1952 war er Kreistagsabgeordneter für den Gesamtdeutschen Block/Bund der Heimatvertriebenen und Entrechteten (BHE) im Kreistag des Kreises Melle. Er war auch als Bundestagskandidat dieser Partei vorgesehen.
Um 1950 herum war Knuth/Quedenfeld als Lobbyist der Arbeitsgemeinschaft der Süßmost- und Obstgetränke-Industrie tätig. In dieser Eigenschaft kämpfte er deutschlandweit gegen die Konkurrenz durch Coca-Cola, vor allem mit der Behauptung, dass dieses coffeinhaltige Erfrischungsgetränk süchtig mache.
In den Jahren von 1949 bis 1953 nahm Knuth mehrere hohe Kredite aus staatlichen Mitteln auf. Er erhielt 60.000 DM Kredit aus Mitteln des Landes Niedersachsen, mehr als 200.000 DM Bar- und Bürgschaftskredite von der Niedersächsischen Bank, zum Teil gegen Ausfallbürgschaften der Lastenausgleichsbank, sowie 100.000 DM Barkredit aus Mitteln der Lastenausgleichsbank und dazu eine Ausfallbürgschaft des Landes Niedersachsen – insgesamt also 360.000 DM. Zudem war Knuth bei mehreren Firmen (etwa Bauunternehmen), deren Leistungen er in Anspruch genommen hatte, mit hohen Beträgen verschuldet. Seine Wechselschulden betrugen der Anklageschrift der III. Strafkammer des Landgerichts Osnabrück von 1958 zufolge im Jahr 1950 über 59.000 DM, 1951 über 73.000 DM, 1952: 70.000 DM und 1953 über 101.000 DM. Seine lang- und kurzfristigen Schulden betrugen 1953 über 571.000 DM. Um die Jahreswende 1953/54 machten Gerüchte über Zahlungsschwierigkeiten der Firma Quedenfeld die Runde.
In dieser Zeit wurde auch bekannt, das Knuth/Quedenfeld bisher unter falschem Namen gelebt hatte. Da am 1. Januar 1954 eine Amnestie für Verstöße gegen das Namensrecht in Kraft treten sollte, die auch die falsche Namensführung der „untergetauchten“ Nationalsozialisten (so genannter „U-Boot-Fahrer“) einschließe, hatte Knuth/Quedenfeld am 20. Dezember 1953 in einem Einschreiben an den Innenminister von Niedersachsen seine falsche Namensführung eingestanden. Im Verlaufe dieser Affaire beurlaubte das niedersächsische Innenministerium den Polizeipräsident von Osnabrück, Walter Tietje, von seinem Amt, weil er – als Parteifreund Knuths/Quedenfelds beim BHE – schon seit Juli 1953 von dessen falscher Identität gewusst, Knuth/Quedenfeld aber gedeckt hatte.
Zur Sicherung eines Kredites in Höhe von 100.000 DM musste Knuth einen entsprechenden Anteil seines – angeblichen – Anspruches auf Lastenausgleich abtreten. Obwohl ihm bekannt war, dass er darauf keinen Anspruch hatte, überreichte er der Niedersächsischen Bank als dem Institut, das diesen Kredit als Hausbank bevorschusste, eine entsprechende schriftliche Abtretungserklärung. Er hatte zu diesem Zweck sein Grundvermögen, das aus einem ehemals in jüdischem Besitz stehenden Grundstück bestanden haben soll, mit 276.000 Mark beziffert.
Am 4. Dezember 1953 beantragte Knuth zur Abwendung des Konkurses ein gerichtliches Vergleichsverfahren. Seinen Gläubigern bot er vierzig Prozent ihrer Forderungen. Nach Überprüfung der Lage seines Betriebes und seiner persönlichen Zuverlässigkeit lehnte das Amtsgericht Knuths Vergleichsvorschlag jedoch ab und eröffnete am 30. Januar 1954 ein Anschlusskonkursverfahren. Die Anklage warf Knuth vor, die Kreditgeber über wesentliche Umstände getäuscht zu haben. Die nächsthöhere Gerichtsinstanz, das Landgericht Osnabrück, verurteilte Knuth am 12. Juni 1958 wegen Unterschlagung, Bankrottvergehen und Betrugs in mehreren Fällen zu einem Jahr und acht Monaten Haft.
Sowohl der Angeklagte Knuth als auch die Staatsanwaltschaft beantragten Revision gegen dieses Urteil der III. Strafkammer des Landgerichts Osnabrück. Der Bundesgerichtshof (BGH) hob in seiner Sitzung vom 3. Februar 1959 das Osnabrücker Urteil auf und verwies den Prozess zur erneuten Verhandlung an die Große Strafkammer III zurück. Der wiederaufgenommene Prozess endete mit einer Verurteilung Knuths wegen fortgesetzten Betrugs, Unterschlagung und Vergehens gegen die Konkursordnung zu einer Gefängnisstrafe von insgesamt drei Jahren, auf die ein Jahr der Untersuchungshaft angerechnet wurde. Knuth wurde außerdem ein fünfjähriges Berufsverbot auferlegt.
Knuth lebte inzwischen in Bad Wildungen und hatte erneut eine dubiose Firma aufgebaut.
Nach seiner Haftentlassung Anfang der 1960er Jahre zog Knuth nach Kassel, wo er 1977 starb.

### Das Ostpreußenblatt
- „Knuth unter falschem Namen“, in: Das Ostpreußenblatt, 9. Januar 1954, S. 2; https://archiv.preussische-allgemeine.de/1954/1954_01_09_02.pdf ; abgerufen am 3. Mai 2020
- „Der Fall Knuth. »Mein Herz schlägt für den Süßmost«“, in: Das Ostpreußenblatt, 16. Januar 1954, S. 3, https://archiv.preussische-allgemeine.de/1954/1954_01_16_03.pdf
- „Eine Berichtigung von Knuth. Süßmostereibesitzer und Likörfabrikant Kurt Knuth in Riemsloh, Kreis Melle, schickt uns zu dem Artikel »Der Fall Knuth«, der in Folge 3 des Ostpreußenblattes vom 16. Januar 1954 auf den Seiten drei und vier veröffentlicht worden ist, die folgende Berichtigung“, in: Das Ostpreußenblatt, 30. Januar 1954, Seite 3, https://archiv.preussische-allgemeine.de/1954/1954_01_30_05.pdf
- „Die Antwort des Kreisvertreters Knorr“, in: Das Ostpreußenblatt, 30. Januar 1954, Seite 4, https://archiv.preussische-allgemeine.de/1954/1954_01_30_05.pdf
- „Sehr feige“, in: Das Ostpreußenblatt, 30. Januar 1954, Seite 4, https://archiv.preussische-allgemeine.de/1954/1954_01_30_05.pdf
- „Knuth: »Wenn noch Krieg wäre…« Konkurs eröffnet – Polizeipräsident von Osnabrück beurlaubt. Untersuchung des Bundesvertriebenenministeriums“, in: Das Ostpreußenblatt, 6. Februar 1954, S. 3 / S. 4, https://archiv.preussische-allgemeine.de/1954/1954_02_06_06.pdf
- „Lastenausgleichsbank zum Fall Knuth“, in: Das Ostpreußenblatt, 13. Februar 1954, S. 4; https://archiv.preussische-allgemeine.de/1954/1954_02_13_07.pd
- „Beglaubigt Kowalke“, in: Das Ostpreußenblatt, 27. Februar 1954, Seite 4, https://archiv.preussische-allgemeine.de/1954/1954_02_27_09.pdf
- „Anklage gegen Knuth. Wegen Betrug, Unterschlagung und Konkursvergehen“, in: Das Ostpreußenblatt, 24. Dezember 1954, S. 4, https://archiv.preussische-allgemeine.de/1954/1954_12_24_52.pdf
- Briefe an das Ostpreußenblatt: „Der Fall Knuth. »Ob und wann mit einem Termin zu rechnen ist, läßt sich noch nicht übersehen…«“, in: Das Ostpreußenblatt, 27. August 1955, Seite 5, https://archiv.preussische-allgemeine.de/1955/1955_08_27_35.pdf
- (Autorenkürzel: w.e.), „Über eine halbe Million Gesamtschulden – Kredit-Skandal Knuth vor Gericht – Die III. Strafkammer des Landgerichts Osnabrück verhandelt gegen den Ex-Gaustabschef von Ostpreußen“, in: Das Ostpreußenblatt, 24. Mai 1958, S. 4; https://archiv.preussische-allgemeine.de/1958/1958_05_24_21.pdf
- „Knuth: »Ich gehe nicht ins Gefängnis!« Die Verhandlung bis zum 2. Juni ausgesetzt“, in: Das Ostpreußenblatt, 31. Mai 1958, Seite 4, https://archiv.preussische-allgemeine.de/1958/1958_05_31_22.pdf
- „Vier Jahre Gefängnis für Knuth beantragt“, in: Das Ostpreußenblatt,  Seite 4, https://archiv.preussische-allgemeine.de/1958/1958_06_07_23.pdf
- „Urteil gegen Knuth hinausgeschoben. Die Verteidigung lehnt einen der Hauptbelastungszeugen als befangen ab“, in: Das Ostpreußenblatt, 14. Juni 1958, Seite 4, https://archiv.preussische-allgemeine.de/1958/1958_06_14_24.pdf
- „Ein Jahr acht Monate für Knuth. Der Kredit-Skandal endete mit einer milden Gefängnisstrafe. Haftbefehl wurde erlassen“, in: Das Ostpreußenblatt, 21. Juni 1958, Seite 4, https://archiv.preussische-allgemeine.de/1958/1958_06_21_25.pdf
- „Knuth erneut verurteilt. Drei Jahre Gefängnis, fünf Jahre Berufsverbot“, in: Das Ostpreußenblatt, 12. Dezember 1959, Seite 4, https://archiv.preussische-allgemeine.de/1959/1959_12_12_50.pdf

### Ostpreußen-Warte
- „Skandal um Kreisleiter Knuth“, in: Ostpreußen-Warte, Folge 01, Januar 1954, S. 2, https://archiv.preussische-allgemeine.de/ow1954/1954_01_01_01.pdf
- „Kurt Knuth: »Iwan, der Schreckliche«. Das Porträt eines Schuftes – Ein Verbrecher gegen die Menschlichkeit! – Knuth muss sofort inhaftiert werden! Wir fordern gerechte Sühne für seine Untaten“, in: Ostpreußen-Warte, Folge 02, Februar 1954, S. 2, https://archiv.preussische-allgemeine.de/ow1954/1954_02_01_02.pdf
- „Knuth immer noch in Freiheit. Wann kommt der Gauner hinter Schloss und Riegel?“, in: Ostpreußen-Warte, 5. Jahrgang, Folge 03, März 1954, S. 2; https://archiv.preussische-allgemeine.de/ow1954/1954_03_01_03.pdf
- Herr H. S. – Stuttgart, „Angerburg: Stangenwalde“, in: Ostpreußen-Warte, 5. Jahrgang, Folge 03, März 1954, S. 2, https://archiv.preussische-allgemeine.de/ow1954/1954_03_01_03.pd
- „Anklage gegen Knuth erhoben“, in: Ostpreußen-Warte, 6. Jahrgang, Nr. 1, Januar 1955, S. 16, https://archiv.preussische-allgemeine.de/ow1955/1955_01_01_01.pdf

### Weitere Quellen
- „High Nazi Under False Name“, in: AJR Information – Association of Jewish Refugees in Great Britain, Vol. IX, No. 2, February 1954, page 5; https://ajr.org.uk/wp-content/uploads/2018/02/1954_february.pd
- Neues Deutschland, 6. Januar 1954 / Freizeit: »Massenmörder Knuth tritt auf den Plan«, Melle (ADN/Eig. Ber.). »Der Besitzer einer auf Grund eines sogenannten „Flüchtlingskredites“ errichteten Süßmosterei in Krukum, Kurt Quedenfeld, hat dem Amtsgericht in Melle (Bez. Osnabrück) mitgeteilt, „daß er die Zeit für gekommen halte, seinen wahren Namen zu nennen“...«; https://www.nd-archiv.de/artikel/40091.massenmoerder-knuth-tritt-auf-den-plan.html
- Ralf Meindl, „Ostpreußens Gauleiter. Erich Koch – eine politische Biographie“, fibre Verlag, Osnabrück 2007, https://perspectivia.net//servlets/MCRFileNodeServlet/ploneimport_derivate_00011474/meindl_koch.pdf
- Uwe Plaß, „Die Affäre Kurt Quedenfeld – Wie ein alter Nazi in Melle eine zweite Karriere startete“, in: Neue Osnabrücker Zeitung, 19. Mai 2017; https://www.noz.de/lokales/melle/artikel/897662/wie-ein-alter-nazi-in-melle-eine-zweite-karriere-startete